# 山口県道294号笠山越ヶ浜線
山口県道294号笠山越ヶ浜線（やまぐちけんどう294ごう かさやまこしがはません）は、山口県萩市を通る一般県道である。

## 概要
萩市大字椿東（ちんとう）の笠山から国道191号交点に至る。

### 路線データ
- 起点：萩市大字椿東（笠山）
- 終点：萩市大字椿東（笠山入口交差点、国道191号交点）

## 歴史
- 1958年（昭和33年）10月1日 - 山口県告示第644号の2により認定される。
- 1972年（昭和47年） - 山口県の県道番号再編により現行の路線番号に変更される。

## 地理

### 通過する自治体
- 萩市

### 交差する道路
| 交差する道路 | 交差する場所         | 交差する場所          |
| ------------ | -------------------- | --------------------- |
| 国道191号    | 大字椿東（ちんとう） | 笠山入口交差点 / 終点 |

### 沿線
- 笠山 - 標高112 mの日本最小の火山（活火山）。
- 明神池